# Nils Hjelmtveit
Nils Hjelmtveit, född 21 juli 1892 i Alversund, död 30 oktober 1985 i Austre Moland, var en norsk politiker.
Nils Hjelmtveit blev skollärare 1913 och var skolföreståndare 1918–1946. Hjelmtveit som var socialdemokrat och absolutist, var stortingsman 1925–1930 samt kyrko- och undervisningsminister i Johan Nygaardsvolds regering 1935–1945. Från 1945 var han fylkesman i Aust-Agder. Hjelmtveit följde 1940 regeringen till London och vistades en tid i USA. Han anlitades även som skatteexpert.